# Enneapogon pretoriensis
Enneapogon pretoriensis là một loài thực vật có hoa trong họ Hòa thảo. Loài này được Stent mô tả khoa học đầu tiên năm 1922.